# 利略镇
利略镇是西班牙卡斯蒂利亚-莱昂莱昂省的一个市镇。 总面积171平方公里，总人口725人（2001年），人口密度4人/平方公里。